# PKP řada TKt48

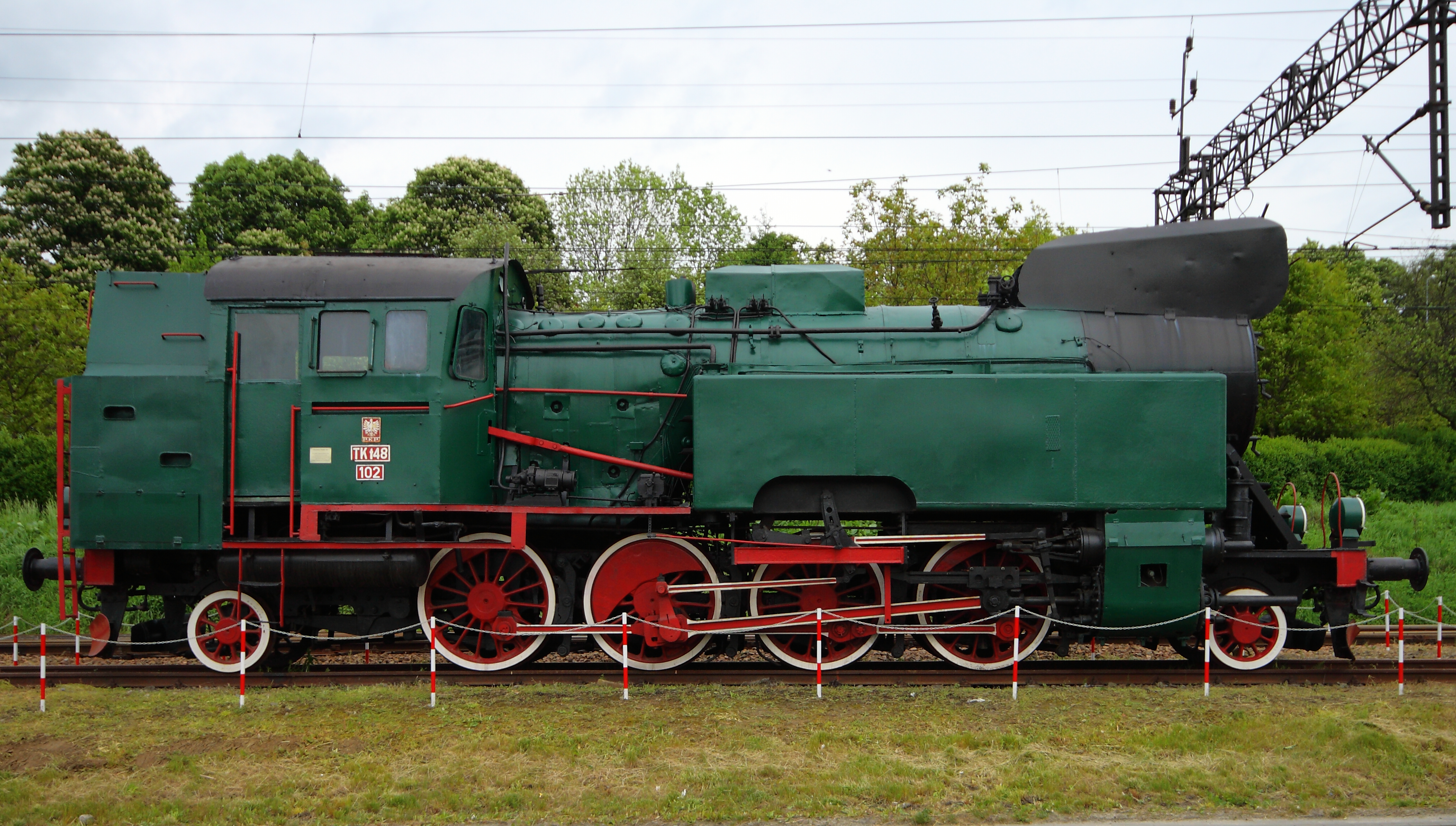
Lokomotiva TKt48-120

TKt48 je polská parní lokomotiva vyráběná v letech 1950 až 1957 v továrně Fablok (polsky Pierwsza Fabryka Lokomotyw w Polsce Sp. Akc.), v Chrzanově.
Lokomotivy tohoto typu byly používány především k osobní přepravě. Bylo vyrobeno asi 191 kusů, mimo Polsko byly vyváženy do Rumunska, Bulharska a Albánie.